# St. Francisville (Louisiana)
St. Francisville és una població dels Estats Units a l'estat de Louisiana. Segons el cens del 2000 tenia 1.712 habitants.

## Demografia
Segons el cens del 2000, St. Francisville tenia 1.712 habitants, 693 habitatges, i 456 famílies. La densitat de població era de 361,2 habitants/km².
Dels 693 habitatges en un 34,2% hi vivien nens de menys de 18 anys, en un 44,6% hi vivien parelles casades, en un 17,2% dones solteres, i en un 34,1% no eren unitats familiars. En el 30,3% dels habitatges hi vivien persones soles l'11,4% de les quals corresponia a persones de 65 anys o més que vivien soles. El nombre mitjà de persones vivint en cada habitatge era de 2,42 i el nombre mitjà de persones que vivien en cada família era de 3,04.
Per edats la població es repartia de la següent manera: un 27,3% tenia menys de 18 anys, un 8,8% entre 18 i 24, un 29,2% entre 25 i 44, un 22,5% de 45 a 60 i un 12,1% 65 anys o més.
L'edat mediana era de 35 anys. Per cada 100 dones de 18 o més anys hi havia 91,4 homes.
La renda mediana per habitatge era de 42.262 $ i la renda mediana per família de 54.333 $. Els homes tenien una renda mediana de 41.563 $ mentre que les dones 25.083 $. La renda per capita de la població era de 21.639 $. Entorn del 5,8% de les famílies i el 8,8% de la població estaven per davall del llindar de pobresa.

## Poblacions més properes
El següent diagrama mostra les poblacions més properes.